# Comté de Philadelphie
Le comté de Philadelphie est un comté américain situé au sud-est de l'État de Pennsylvanie. Ses limites territoriales correspondent à celles de la commune de Philadelphie, ville qui sert de chef-lieu. Au moment du Recensement de 2020, il compte 1 603 797 habitants. Il s'étend sur 370 km.